# Галфвінд

Галфвінд

Га́лфвінд (нід. halve wind — «піввітру») — один з курсів відносно вітру, при якому вітер дме перпендикулярно до діаметральної площини судна.
На практиці термін вживається і тоді, коли вітер дме під кутом від 80 до 100 градусів. Також галфвіндом називають курс вітрильного судна, при якому його поздовжня вісь перпендикулярна напряму вітру.
Для галфвінду характерний сильний крен невеликих суден, що вимагає додаткових зусиль з боку стерна. Екіпаж, в свою чергу, навіть під час середнього вітру змушений розташовуватись рівномірно по навітряному борту.